# Liste der Baudenkmäler in Lendringsen (Soest)
Die Liste der Baudenkmäler in Lendringsen (Soest) enthält die denkmalgeschützten Bauwerke auf dem Gebiet von Soest-Lendringsen in Nordrhein-Westfalen (Stand: 1. November 2019). Diese Baudenkmäler sind in der Denkmalliste der Stadt Soest eingetragen; Grundlage für die Aufnahme ist das Denkmalschutzgesetz Nordrhein-Westfalen (DSchG NRW).

| Bild | Bezeichnung | Lage                               | Beschreibung | Bauzeit           | Eingetragen seit | Denkmal- nummer |
| ---- | ----------- | ---------------------------------- | ------------ | ----------------- | ---------------- | --------------- |
| BW   |             | Lendringsen Brunnenstraße 12 Karte |              | 1. Hälfte 19. Jh. | 06.12.2018       | 700             |

Die Angaben zu Bauzeit und Eintragung in dieser Liste entstammen, wenn nicht anders angegeben, der für diesen Eintrag angeforderten Version der Denkmalliste vom November 2019.